# RPG Maker
RPG Maker (jap. RPGツクール RPG Tsukūru) – japońska seria oprogramowania typu silnik gry pozwalająca tworzyć komputerowe gry fabularne bez znajomości języków programowania. Program skierowany przede wszystkim do początkujących twórców gier.
We wszystkich wersjach programów jest możliwość stworzenia podstawowymi metodami skomplikowanej gry jRPG. Można jednak tworzyć inne gatunki gier, używając niekonwencjonalnych rozwiązań. Używając odpowiednich skryptów, możliwy również jest efekt 2,5D (pseudo-3D).

## Wersje programu
Początkowo seria RPG Maker pojawiała się głównie na konsolach (np. RPG Tsukūru SUPER DANTE na SNES, bądź RPG Maker 3 na PlayStation), lecz z czasem coraz więcej odsłon wydawanych było na  komputery osobiste.

### RPG Tsukūru Dante 98
Pierwszy oficjalny program serii RPG Maker wydany 17 grudnia 1992 r. w Japonii przez firmę ASCII. Dostępna jedynie na platformę NEC PC-9801.

### RPG Maker 95
Pierwsza wersja oprogramowania dostępna na komputery osobiste, wydana w 1997 r. Wykorzystuje rozdzielczość obrazu 640x480 px oraz 256 kolorów. Rok później w 1998 r. wydano nową wersję o nazwie „SIM RPG Maker 95” pozwalająca tworzyć taktyczne gry fabularne.

### RPG Maker 2000
Wydana w 2000 r. na komputery osobiste, pracuje z niższą rozdzielczością od poprzednika (320x240 px), ponownie 256 kolorów. Baza danych od poprzedniej wersji została poprawiona, dodano wiele komend dla zdarzeń.

### RPG Maker 2003
Ulepszona wersja RPG Makera 2000 wydana w 2002 r. z wieloma drobnymi zmianami (nowe polecenia, materiały, zwiększona maksymalna ilość zmiennych, przełączników oraz zdrowia bohaterów). Największą wprowadzoną zmianą był nowy widok walki z boku (side view).

### RPG Maker XP
Pierwszy program z serii wprowadzający język programowania ruby (RGSS). Wydany w 2005 r. na komputery osobiste. Przywrócił rozdzielczość ekranu 640x480 px, powiększył paletę kolorów z 256 na 24 bit, a także wprowadził nową warstwę do rysowania map.

### RPG Maker VX
Kolejna wersja RPG Makera wydana w 2007 r. na komputery osobiste. Wprowadziła ulepszoną wersję języka ruby (RGSS2), tilesety samotwórcze (autotiles), lecz także mniejszą rozdzielczość obrazu (544x416 px), zmniejszoną ilością tilesetów do użycia w grze oraz usuniętymi tłami walki.

### RPG Maker VX Ace
Ulepszona wersja RPG Makera VX wydana w 2012 r. na komputery osobiste. Pozostawiła rozdzielczość 544x416 px oraz zasoby programu, lecz wprowadziła masę nowych funkcji:
- generator postaci;
- możliwość uruchomienia programu w 64-bitowej wersji systemu;
- aktualizacja języka ruby (RGSS3);
- przywrócenie teł walki;
- możliwość tworzenia zdarzeń do bohaterów, broni i przedmiotów z wieloma zróżnicowanymi opcjami;
- tworzenie własnych tilesetów;
- nowa mechanika „TP” służąca do ataków specjalnych;
- posiadanie więcej niż czterech bohaterów w drużynie;
- system gąsieniczki (cała drużyna podąża za bohaterem na mapie);
- tzw. „Region Mode” pozwalający „wyznaczyć” pojawianie się przeciwników w konkretnej części mapy;

### RPG Maker MV
Wydana w 2015 r. na komputery osobiste. Wprowadziła nową rozdzielczość 816x624 px, nowy system pluginów oraz zastąpiła język ruby na popularniejszy JavaScript. Gry tworzone na tym programie po raz pierwszy można było wyeksportować na urządzenia z Androidem bądź iOS.

### RPG Maker MZ
Oficjalnie najnowsza wersja RPG Makera wydana 27 sierpnia 2020 roku. Jest to ulepszona wersja poprzedniego RPG Makera MV, która podobnie jak VX Ace, pozostawiła rozdzielczość i zasoby poprzednika, a wprowadziła wiele nowych fukcji:
- przywrócenie rysowania map z RPG Makera XP;
- ulepszony generator postaci;
- nowe materiały do poprzednich zasobów;
- nowy system walki w trybie progresywnym;
- animacje walki w stylu efektów cząsteczkowych;
- ulepszone pluginy;
- auto save;

Jako jedyny RPG Maker od 2025 r. oficjalnie obsługuje język polski.

### RPG Maker Unite
W 2023 r. Gotcha Gotcha Games wydało RPG Maker Unite jako Unity Asset do silnika Unity. Jako pierwszy RPG Maker wprowadził rozdzielczość obsługiwaną w Full HD (1080p) oraz nowy sposób renderowania grafik. Wprowadzono również nowy edytor map.